# Bauhinia bombaciflora
Bauhinia bombaciflora är en ärtväxtart som beskrevs av Adolpho Ducke. Bauhinia bombaciflora ingår i släktet Bauhinia och familjen ärtväxter. Inga underarter finns listade i Catalogue of Life.